# Seznam památných stromů v okrese Havlíčkův Brod
Toto je seznam památných stromů v okrese Havlíčkův Brod, v němž jsou uvedeny památné stromy na území okresu Havlíčkův Brod.
| Název                                             | Obrázek                                                                       | Umístění                                                        | Druh                                                                   | Obvod [v cm] | Kód wikidata     | Galerie                                                               | Poznámka |
| ------------------------------------------------- | ----------------------------------------------------------------------------- | --------------------------------------------------------------- | ---------------------------------------------------------------------- | --- | ---------------- | --------------------------------------------------------------------- | --- |
| Lípa u Pešků                                      |                                                                               | Benátky u Ždírce nad Doubravou 49°42′26″ s. š., 15°50′25″ v. d. | lípa malolistá                                                         | 368 | 105357 Q26789807 |                                                                       | na travnatém prostranství za humny vedle obytného objektu rodiny Peškovy, čp. 5 |
| Lípa sv. Vojtěcha                                 | Lípa sv. Vojtěcha                                                             | Bojiště 49°39′50″ s. š., 15°16′58″ v. d.                        | lípa malolistá                                                         | 592 | 105819 Q26790394 | Kategorie „Lípa sv. Vojtěcha“ na Wikimedia Commons                    | Před zdí hřbitova cca 25 m západním směrem |
| Smrk na Ronovci                                   |                                                                               | Břevnice                                                        | smrk ztepilý                                                           | 360 | 101726 Q26787202 |                                                                       | 10 m od Břevnického potoka u zříceniny hradu Ronovec |
| Buk v Boučí                                       | Buk v Boučí                                                                   | Čachotín 49°41′23″ s. š., 15°35′24″ v. d.                       | buk lesní                                                              | 690 | 101734 Q11362414 |                                                                       | V lesním porostu cca 150 m od silnice Horní Krupá-Lysá |
| Borovice Jeffreyova                               |                                                                               | Česká Bělá                                                      | borovice Jeffreyova                                                    | 215 | 101724 Q26787200 |                                                                       | V zámeckém parku v centru obce, vpravo u silnice Česká Bělá-Macourov |
| Smrk u Kasalova mlýna †                           |                                                                               | Česká Bělá                                                      | smrk ztepilý                                                           | 320 | 104633 Q26789295 |                                                                       | 100 m severně od Kasalova mlýna při pravém břehu Bělského potoka. Ochrana stromu zrušena 23. března 2021.                                                                                   |
| Lipová alej u silnice II/351                      | Lipová alej                                                                   | Dobrá, Žižkovo Pole                                             | javor mléč (1) lípa malolistá (1) lípa velkolistá (272)                | & Chyba ve výrazu: Neočekávaný operátor / Chyba ve výrazu: Neočekávaný operátor / Chyba ve výrazu: Neočekávaný operátor / Chyba ve výrazu: Neočekávaný operátor / Chyba ve výrazu: Neočekávaný operátor / Chyba ve výrazu: Neočekávaný operátor / Chyba ve výrazu: Neočekávaný operátor / Chyba ve výrazu: Neočekávaný operátor / Chyba ve výrazu: Neočekávaný operátor / Chyba ve výrazu: Neočekávaný operátor / Chyba ve výrazu: Neočekávaný operátor / Chyba ve výrazu: Neočekávaný operátor / Chyba ve výrazu: Neočekávaný operátor / Chyba ve výrazu: Neočekávaný operátor / Chyba ve výrazu: Neočekávaný operátor / -1.0000-0 | 105458 Q26791049 | Kategorie „Lipová alej u silnice II/351“ na Wikimedia Commons         | Podél silnice Přibyslav-Žižkovo Pole |
| Dobrnický dub                                     | Dobrnický dub                                                                 | Dobrnice 49°45′37″ s. š., 15°22′44″ v. d.                       | dub letní                                                              | 445 | 104746 Q26789373 | Kategorie „Dobrnický dub“ na Wikimedia Commons                        | V centru obce na veřejném prostranství u plotu čp. 23 |
| Javor v Dolním Městě                              |                                                                               | Dolní Město 49°37′48″ s. š., 15°23′12″ v. d.                    | javor mléč                                                             | 390 | 105917 Q26790535 |                                                                       | V obci u čp. 112 v oplocené zahradě nad silnicí na kamenné zídce cca 200 m od kostela sv. Martina                                                                                           |
| Lípa v Dobré Vodě Lipnické                        |                                                                               | Dolní Město                                                     | lípa velkolistá                                                        | 371 | 106290 Q73601978 |                                                                       | na jižním okraji obce, u polní/lesní cesty vedoucí do Starých Hutí, výška stromu uváděna mezi 15 – 17 metry.                                                                                |
| Kaštanovník setý                                  |                                                                               | Dolní Vestec 49°44′56″ s. š., 15°45′51″ v. d.                   | kaštanovník jedlý                                                      | 270 | 101713 Q26787191 |                                                                       | V zahradě za humny, v severovýchodní části Horního Vestce |
| Březová alej u Kysibelského dvora                 | Březová alej u Kysibelského dvora                                             | Habry                                                           | bříza bělokorá (177)                                                   | & Chyba ve výrazu: Neočekávaný operátor / Chyba ve výrazu: Neočekávaný operátor / Chyba ve výrazu: Neočekávaný operátor / Chyba ve výrazu: Neočekávaný operátor / Chyba ve výrazu: Neočekávaný operátor / Chyba ve výrazu: Neočekávaný operátor / Chyba ve výrazu: Neočekávaný operátor / Chyba ve výrazu: Neočekávaný operátor / Chyba ve výrazu: Neočekávaný operátor / Chyba ve výrazu: Neočekávaný operátor / Chyba ve výrazu: Neočekávaný operátor / Chyba ve výrazu: Neočekávaný operátor / Chyba ve výrazu: Neočekávaný operátor / Chyba ve výrazu: Neočekávaný operátor / Chyba ve výrazu: Neočekávaný operátor / -1.0000-0 | 101717 Q11706988 | Kategorie „Březová alej u Kysibelského dvora“ na Wikimedia Commons    | U Kysibelského dvora cca 3 km zásadně od obce mezi poli po obou stranách polní cesty od dvora k lesu v délce cca 1 km                                                                       |
| Lípa u sv. Jana                                   |                                                                               | Havlíčkův Brod 49°36′14″ s. š., 15°35′22″ v. d.                 | lípa malolistá                                                         | 396 | 101710 Q26787187 | Kategorie „Lípa sv. Jana“ na Wikimedia Commons                        | V centru města v ulici Plovárenská mezi pravým břehem Sázavy a Žižkovou ulicí, u sochy sv. Jana Nepomuckého, poblíž sportovního areálu                                                      |
| Lípa u Herálce                                    |                                                                               | Herálec                                                         | lípa velkolistá                                                        | 552 | 106265 Q73601876 |                                                                       | Lípa je součástí stromořadí rostoucího podél místní komunikace č. 3487 mezi obcemi Radňov a Herálec. V blízkosti lípy jsou boží muka. Lípa byla pravděpodobně vysazena na křižovaatce cest. |
| Dub a jilm v Horní Březince                       | Dub a jilm v Horní Březince                                                   | Horní Březinka 49°40′30″ s. š., 15°22′44″ v. d.                 | dub letní (1) jilm horský (1)                                          | & Chyba ve výrazu: Neočekávaný operátor / Chyba ve výrazu: Neočekávaný operátor / Chyba ve výrazu: Neočekávaný operátor / Chyba ve výrazu: Neočekávaný operátor / Chyba ve výrazu: Neočekávaný operátor / Chyba ve výrazu: Neočekávaný operátor / Chyba ve výrazu: Neočekávaný operátor / Chyba ve výrazu: Neočekávaný operátor / Chyba ve výrazu: Neočekávaný operátor / Chyba ve výrazu: Neočekávaný operátor / Chyba ve výrazu: Neočekávaný operátor / Chyba ve výrazu: Neočekávaný operátor / Chyba ve výrazu: Neočekávaný operátor / Chyba ve výrazu: Neočekávaný operátor / Chyba ve výrazu: Neočekávaný operátor / -1.0000-0 | 104753 Q26783029 | Kategorie „Famous trees in Horní Březinka“ na Wikimedia Commons       | v zahradě rodinného domu čp. 3 a na zeleném pásu nezpevněné místní komunikace v Horní Březince                                                                                              |
| Spálavská lípa                                    |                                                                               | Chloumek 49°46′28″ s. š., 15°43′48″ v. d.                       | lípa velkolistá                                                        | 590 | 101737 Q12055753 | Kategorie „Spálavská lípa“ na Wikimedia Commons                       | Na návsi v osadě Spálava |
| Lípa u Břevnického mlýna                          |                                                                               | Chotěboř 49°41′59″ s. š., 15°39′22″ v. d.                       | lípa malolistá                                                         | 605 | 101719 Q26787196 |                                                                       | U Břevnického rybníka cca 2,2 km od Chotěboře, v místech, kde dříve stával dvůr, mlýn s pilou a hájovna                                                                                     |
| Strážce geoparku                                  |                                                                               | Chotěboř                                                        | platan javorolistý                                                     | 354 | 106278 Q73601925 |                                                                       | Dominantní prvek Přírodní zahrady gymnázia Chotěboř |
| Žižkovy duby                                      | Žižkovy duby                                                                  | Chotěboř 49°44′2″ s. š., 15°40′34″ v. d.                        | dub letní (11)                                                         | & Chyba ve výrazu: Neočekávaný operátor / Chyba ve výrazu: Neočekávaný operátor / Chyba ve výrazu: Neočekávaný operátor / Chyba ve výrazu: Neočekávaný operátor / Chyba ve výrazu: Neočekávaný operátor / Chyba ve výrazu: Neočekávaný operátor / Chyba ve výrazu: Neočekávaný operátor / Chyba ve výrazu: Neočekávaný operátor / Chyba ve výrazu: Neočekávaný operátor / Chyba ve výrazu: Neočekávaný operátor / Chyba ve výrazu: Neočekávaný operátor / Chyba ve výrazu: Neočekávaný operátor / Chyba ve výrazu: Neočekávaný operátor / Chyba ve výrazu: Neočekávaný operátor / Chyba ve výrazu: Neočekávaný operátor / -1.0000-0 | 101729 Q10296103 | Kategorie „Žižkovy duby (Chotěboř)“ na Wikimedia Commons              | U rybníčka mezi silnicí z Chotěboře do Libice, v poli mezi silnicí Chotěboř-Bejzlov a Nová Ves, u bývalého rybníčka Koláč                                                                   |
| Lípa u Jilmu                                      |                                                                               | Jilem u Sedletína 49°42′47″ s. š., 15°35′52″ v. d.              | lípa malolistá                                                         | 580 | 101715 Q26787194 |                                                                       | Po pravé straně silnice z Rankova na Jilem |
| Jitkovská jedle                                   |                                                                               | Jitkov                                                          | jedle bělokorá                                                         | 343 | 106222 Q73601736 |                                                                       | Strom roste v lesním komplexu v blízkosti lesní cesty v porostu mladších stromů. |
| Klokočovská lípa                                  | Klokočovská lípa                                                              | Klokočov 49°48′5″ s. š., 15°40′29″ v. d.                        | lípa velkolistá                                                        | 870 | 101740 Q12029429 | Kategorie „Klokočovská lípa“ na Wikimedia Commons                     | Na návsi u čp. 86 |
| Panuškův dub                                      | Panuškův dub                                                                  | Kochánov u Lipničky 49°39′ s. š., 15°22′18″ v. d.               | dub letní                                                              | 430 | 101731 Q12043745 |                                                                       | Po pravé straně silnice Světlá nad Sázavou-Lipnická Dobrá Voda |
| Klenová alej u Koječína                           | Klenová alej u Koječína                                                       | Koječín                                                         | javor mléč (6) javor klen (88) jasan ztepilý (1)                       | & Chyba ve výrazu: Neočekávaný operátor / Chyba ve výrazu: Neočekávaný operátor / Chyba ve výrazu: Neočekávaný operátor / Chyba ve výrazu: Neočekávaný operátor / Chyba ve výrazu: Neočekávaný operátor / Chyba ve výrazu: Neočekávaný operátor / Chyba ve výrazu: Neočekávaný operátor / Chyba ve výrazu: Neočekávaný operátor / Chyba ve výrazu: Neočekávaný operátor / Chyba ve výrazu: Neočekávaný operátor / Chyba ve výrazu: Neočekávaný operátor / Chyba ve výrazu: Neočekávaný operátor / Chyba ve výrazu: Neočekávaný operátor / Chyba ve výrazu: Neočekávaný operátor / Chyba ve výrazu: Neočekávaný operátor / -1.0000-0 | 104678 Q12029357 | Kategorie „Klenová alej u Koječína“ na Wikimedia Commons              | po obou stranách cesty z obce Koječín k samotě s místním názvem "U Mixů" |
| Tři buky u Tvrze Melechov na svahu vrchu Melechov |                                                                               | Kouty u Bojiště 49°39′1″ s. š., 15°18′5″ v. d.                  | buk lesní (3)                                                          | & Chyba ve výrazu: Neočekávaný operátor / Chyba ve výrazu: Neočekávaný operátor / Chyba ve výrazu: Neočekávaný operátor / Chyba ve výrazu: Neočekávaný operátor / Chyba ve výrazu: Neočekávaný operátor / Chyba ve výrazu: Neočekávaný operátor / Chyba ve výrazu: Neočekávaný operátor / Chyba ve výrazu: Neočekávaný operátor / Chyba ve výrazu: Neočekávaný operátor / Chyba ve výrazu: Neočekávaný operátor / Chyba ve výrazu: Neočekávaný operátor / Chyba ve výrazu: Neočekávaný operátor / Chyba ve výrazu: Neočekávaný operátor / Chyba ve výrazu: Neočekávaný operátor / Chyba ve výrazu: Neočekávaný operátor / -1.0000-0 | 104848 Q26783027 |                                                                       | V areálu kulturní památky Tvrz Melechov na svahu vrchu Melechov |
| Dřezovec u Kožlí                                  | Dřezovec u Kožlí                                                              | Kožlí 49°40′38″ s. š., 15°14′52″ v. d.                          | dřezovec trojtrnný                                                     | 235 | 101723 Q11863146 | Kategorie „Gleditsia triacanthos in Kožlí“ na Wikimedia Commons       | po pravé straně silnice Kožlí-Hněvkovice |
| Javor u Janáčků                                   | Javor u Janáčků v Krucemburku                                                 | Krucemburk 49°41′17″ s. š., 15°51′18″ v. d.                     | javor mléč                                                             | 413 | 101705 Q26787184 |                                                                       | V blízkosti hřiště u sídliště |
| Lánská lípa (Navrátilova lípa)                    | Lánská lípa (Navrátilova lípa)                                                | Lány u Libice nad Doubravou 49°45′31″ s. š., 15°42′53″ v. d.    | lípa velkolistá                                                        | 720 | 101739 Q12034518 |                                                                       | Na pastvině před chalupou čp 3, hraniční strom |
| Lípa u Thunovského letohrádku †                   |                                                                               | Ledeč nad Sázavou                                               | lípa malolistá                                                         | & Chyba ve výrazu: Neočekávaný operátor / Chyba ve výrazu: Neočekávaný operátor / Chyba ve výrazu: Neočekávaný operátor / Chyba ve výrazu: Neočekávaný operátor / Chyba ve výrazu: Neočekávaný operátor / Chyba ve výrazu: Neočekávaný operátor / Chyba ve výrazu: Neočekávaný operátor / Chyba ve výrazu: Neočekávaný operátor / Chyba ve výrazu: Neočekávaný operátor / Chyba ve výrazu: Neočekávaný operátor / Chyba ve výrazu: Neočekávaný operátor / Chyba ve výrazu: Neočekávaný operátor / Chyba ve výrazu: Neočekávaný operátor / Chyba ve výrazu: Neočekávaný operátor / Chyba ve výrazu: Neočekávaný operátor / -1.0000-0 | 101703 Q74843902 |                                                                       | V ulici Hradní, v bývalé zámecké zahradě u Thunovského letohrádku; v březnu 2008 vyvrácena vichřicí, rozhodnutí o zrušení dosud nebylo vydáno. Ochrana byla zrušena 02. dubna 2024.         |
| Lípa v Horní Ledči                                | Lípa v Horní Ledči v dubnu 2015                                               | Ledeč nad Sázavou 49°41′50″ s. š., 15°17′ v. d.                 | lípa obecná                                                            | 488 | 105820 Q26790395 | Kategorie „Lípa v Horní Ledči“ na Wikimedia Commons                   | Travnaté prostranství před budovou Lesní správy v Zahradní ulici |
| Lípa u Leštiny                                    |                                                                               | Leština u Světlé 49°46′11″ s. š., 15°23′58″ v. d.               | lípa malolistá                                                         | 420 | 105972 Q26790594 |                                                                       | Ve svahu na okraji obce vlevo u komunikace ve směru z Leštiny u Světlé na Golčův Jeníkov |
| Lípa v Lučici                                     |                                                                               | Lučice                                                          | lípa velkolistá                                                        | 290 | 106288 Q73601974 |                                                                       | součást zeleně v soukromé zahradě, stáří cca 150 let |
| Buk lesní v Dobré Vodě u Malčína                  |                                                                               | Malčín                                                          | buk lesní                                                              | 492 | 106289 Q73601976 |                                                                       | na JZ okraji lesního pozemku v osadě Dobrá Voda u Malčína, vztahuje se k němu několik pověstí                                                                                               |
| Robinson a Pátek                                  | Ovčácký most u Malče - v pozadí památné duby Robinson a Pátek a vrch Hradiště | Maleč u Chotěboře 49°45′45″ s. š., 15°40′40″ v. d.              | dub letní (2)                                                          | & Chyba ve výrazu: Neočekávaný operátor / Chyba ve výrazu: Neočekávaný operátor / Chyba ve výrazu: Neočekávaný operátor / Chyba ve výrazu: Neočekávaný operátor / Chyba ve výrazu: Neočekávaný operátor / Chyba ve výrazu: Neočekávaný operátor / Chyba ve výrazu: Neočekávaný operátor / Chyba ve výrazu: Neočekávaný operátor / Chyba ve výrazu: Neočekávaný operátor / Chyba ve výrazu: Neočekávaný operátor / Chyba ve výrazu: Neočekávaný operátor / Chyba ve výrazu: Neočekávaný operátor / Chyba ve výrazu: Neočekávaný operátor / Chyba ve výrazu: Neočekávaný operátor / Chyba ve výrazu: Neočekávaný operátor / -1.0000-0 | 105783 Q26780911 |                                                                       | Na louce jižně od obce v nivě řeky Doubravy, nedaleko tzv. Ovčáckého mostu |
| Lípa v Modlíkově                                  | Lípa v Modlíkově                                                              | Modlíkov                                                        | lípa malolistá                                                         | 325 | 101707 Q16956869 | Kategorie „Památná lípa (Modlíkov)“ na Wikimedia Commons              | Na návsi v parčíku vedle kamenného kříže |
| Dub zámeckých dětí                                |                                                                               | Nová Ves u Chotěboře 49°45′14″ s. š., 15°38′43″ v. d.           | dub letní                                                              | 502 | 106090 Q26790749 |                                                                       | V severovýchodním okraji zámeckého parku v blízkosti oplocení |
| Dub u Sázavy                                      |                                                                               | Okrouhlice                                                      | dub letní                                                              | 425 | 106292 Q73602011 |                                                                       | Strom je součástí břehového porostu na pravém břehu řeky Sázavy mezi obcemi Chlístov a Klanečná.                                                                                            |
| Buk u Vlkanova †                                  |                                                                               | Opatovice u Světlé nad Sázavou                                  | buk lesní                                                              | 453 | 104457           |                                                                       | neuvedena |
| Lípa v Opatovicích                                |                                                                               | Opatovice u Světlé nad Sázavou 49°42′8″ s. š., 15°21′18″ v. d.  | lípa malolistá                                                         | 460 | 101712 Q26787189 |                                                                       | Na okraji vsi, za hospodářským stavením u čp.7 |
| Lípa v Petrkově                                   |                                                                               | Petrkov                                                         | lípa velkolistá                                                        | 590 | 101711 Q26787188 |                                                                       | V severovýchodním okraji obce, poblíž zámeckého parku u dřevěné stodoly |
| Buk u Počátek                                     |                                                                               | Počátky u Chotěboře 49°40′39″ s. š., 15°41′43″ v. d.            | buk lesní                                                              | 383 | 105322 Q26789788 |                                                                       | Na travnaté vyvýšenině v polích cca 500 m východně od obce |
| Javor v Nemojově                                  |                                                                               | Počátky u Chotěboře 49°40′35″ s. š., 15°39′54″ v. d.            | javor klen                                                             | 590 | 101721 Q26787197 |                                                                       | Cca 500 m západně od bývalé osady Nemojov |
| Buk lesní na školní zahradě                       |                                                                               | Přibyslav                                                       | buk lesní                                                              | 360 | 101714 Q26787192 |                                                                       | Na školní zahradě |
| Pernerův Buk                                      |                                                                               | Přibyslav 49°34′45″ s. š., 15°44′20″ v. d.                      | buk lesní nachový                                                      | 325 | 106477           |                                                                       | Na travnaté ploše v odpočinkové části městského koupaliště v Přibyslavi |
| Lípa a jasan v Přibyslavi na hřbitově             | Lípa na hřbitově                                                              | Přibyslav                                                       | jasan ztepilý (1) lípa malolistá (1)                                   | & Chyba ve výrazu: Neočekávaný operátor / Chyba ve výrazu: Neočekávaný operátor / Chyba ve výrazu: Neočekávaný operátor / Chyba ve výrazu: Neočekávaný operátor / Chyba ve výrazu: Neočekávaný operátor / Chyba ve výrazu: Neočekávaný operátor / Chyba ve výrazu: Neočekávaný operátor / Chyba ve výrazu: Neočekávaný operátor / Chyba ve výrazu: Neočekávaný operátor / Chyba ve výrazu: Neočekávaný operátor / Chyba ve výrazu: Neočekávaný operátor / Chyba ve výrazu: Neočekávaný operátor / Chyba ve výrazu: Neočekávaný operátor / Chyba ve výrazu: Neočekávaný operátor / Chyba ve výrazu: Neočekávaný operátor / -1.0000-0 | 101709 Q16910591 | Kategorie „Lípa a jasan na hřbitově (Přibyslav)“ na Wikimedia Commons | Na místním hřbitově |
| Buk v Radostíně                                   |                                                                               | Radostín u Havlíčkova Brodu                                     | buk lesní                                                              | 530 | 101722 Q26787198 |                                                                       | V zahradě u čp. 4 |
| Málkova lípa                                      |                                                                               | Rankov u Chotěboře 49°42′53″ s. š., 15°36′49″ v. d.             | lípa malolistá                                                         | 515 | 105705 Q12039150 |                                                                       | Na louce u soukromého statku na západním okraji Rankova |
| Buk na Rohuli †                                   |                                                                               | Rejčkov                                                         | buk lesní                                                              | 214 | 101708           |                                                                       | srostlice 5 kmenů v bývalém rekreačním areálu Kovofiniš |
| Lípa u Rozsochatce 1 †                            |                                                                               | Rozsochatec                                                     | lípa malolistá                                                         | 780 | 101733 Q26787206 |                                                                       | U silnice Rozsochatec-Čachotín cca 50 m severozápadně od obce. Ochrana památného stromu byla zrušena 20.12.2019.                                                                            |
| Lípa u Rozsochatce 2                              |                                                                               | Rozsochatec                                                     | lípa malolistá                                                         | 580 | 101732 Q26787205 |                                                                       | U silnice Rozsochatec-Čachotín cca 50 m severozápadně od obce |
| Jilm horský na Slavíkově                          |                                                                               | Slavíkov                                                        | Jilm horský                                                            | 360 | 106197 Q73601579 |                                                                       | jihovýchodně od obce Slavíkov, u silnice č. III/34418 po pravé straně, mezi obcemi Slavíkov a Rovný, je součástí nepravidelného stromořadí lemujícího silnici                               |
| Štikovská lípa                                    |                                                                               | Slavíkov 49°44′2″ s. š., 15°45′51″ v. d.                        | lípa velkolistá                                                        | 735 | 101736 Q10420814 | Kategorie „Štikovská lípa“ na Wikimedia Commons                       | Na návsi |
| Dub letní ve Starém Ransku                        | Dub letní - Staré Ransko                                                      | Staré Ransko 49°40′58″ s. š., 15°49′44″ v. d.                   | dub letní                                                              | 308 | 101704 Q26787183 |                                                                       | V obci, na travnatém prostranství mezi objekty; vysazen v r. 1815 vlastníky huti – Clam Galassové                                                                                           |
| Klenová alej ve Starém Ransku                     | Klenová alej - Staré Ransko                                                   | Staré Ransko 49°41′5″ s. š., 15°49′12″ v. d.                    | javor mléč (9) javor klen (96) jasan ztepilý (38) lípa velkolistá (12) | & Chyba ve výrazu: Neočekávaný operátor / Chyba ve výrazu: Neočekávaný operátor / Chyba ve výrazu: Neočekávaný operátor / Chyba ve výrazu: Neočekávaný operátor / Chyba ve výrazu: Neočekávaný operátor / Chyba ve výrazu: Neočekávaný operátor / Chyba ve výrazu: Neočekávaný operátor / Chyba ve výrazu: Neočekávaný operátor / Chyba ve výrazu: Neočekávaný operátor / Chyba ve výrazu: Neočekávaný operátor / Chyba ve výrazu: Neočekávaný operátor / Chyba ve výrazu: Neočekávaný operátor / Chyba ve výrazu: Neočekávaný operátor / Chyba ve výrazu: Neočekávaný operátor / Chyba ve výrazu: Neočekávaný operátor / -1.0000-0 | 101728 Q26790852 |                                                                       | u cesty mezi Starým Ranskem a Pobočenským rybníkem vysazeny vlastníky železáren kolem r. 1870                                                                                               |
| Sajfertův buk                                     |                                                                               | Staré Ransko 49°39′41″ s. š., 15°47′40″ v. d.                   | buk lesní                                                              | 400 | 101727 Q26787203 |                                                                       | hranice Havlíčkova Brodu a Starého Ranska, poblíž hájenky u Peršíkova; hraniční strom, věnován památce dr. Sajferta                                                                         |
| Jilm ve Stružinci                                 |                                                                               | Stružinec 49°43′28″ s. š., 15°50′5″ v. d.                       | jilm horský                                                            | 156 | 101706 Q26787185 |                                                                       | Na travnatém prostranství v dolní části obce |
| Lípy ve Stružinci                                 |                                                                               | Stružinec 49°43′27″ s. š., 15°50′11″ v. d.                      | lípa malolistá (5)                                                     | & Chyba ve výrazu: Neočekávaný operátor / Chyba ve výrazu: Neočekávaný operátor / Chyba ve výrazu: Neočekávaný operátor / Chyba ve výrazu: Neočekávaný operátor / Chyba ve výrazu: Neočekávaný operátor / Chyba ve výrazu: Neočekávaný operátor / Chyba ve výrazu: Neočekávaný operátor / Chyba ve výrazu: Neočekávaný operátor / Chyba ve výrazu: Neočekávaný operátor / Chyba ve výrazu: Neočekávaný operátor / Chyba ve výrazu: Neočekávaný operátor / Chyba ve výrazu: Neočekávaný operátor / Chyba ve výrazu: Neočekávaný operátor / Chyba ve výrazu: Neočekávaný operátor / Chyba ve výrazu: Neočekávaný operátor / -1.0000-0 | 101702 Q26780545 |                                                                       | Na návsi u zvoničky s křížkem; obvod kmenů od 230 cm do 355 cm |
| Hauptmanova lípa                                  |                                                                               | Světlá nad Sázavou 49°42′42″ s. š., 15°25′37″ v. d.             | lípa malolistá                                                         | 564 | 106562           |                                                                       | U křižovatky cest ve tvaru "T" na temeni mírného kopce nad obcí Kunemil, nedaleko vodojemu.                                                                                                 |
| Lípa u Vlčkova mlýna                              |                                                                               | Světlá nad Sázavou 49°40′46″ s. š., 15°23′14″ v. d.             | lípa malolistá                                                         | 358 | 105451 Q26790043 | Kategorie „Lípa u Vlčkova mlýna“ na Wikimedia Commons                 | U bývalého mlýna |
| Lípa u Klepetků                                   |                                                                               | Svinný 49°42′54″ s. š., 15°38′25″ v. d.                         | lípa malolistá                                                         | 455 | 101716 Q26787195 |                                                                       | Po levé straně silnice směrem od Chotěboře, na kraji obce |
| Smrk ve Štokách                                   |                                                                               | Štoky                                                           | smrk ztepilý                                                           | 393 | 101725 Q26787201 |                                                                       | V bukovém porostu na balvanitém vrchu jižně od obce |
| Jiříkova lípa (Úhrovská lípa) †                   | Jiříkova lípa (Úhrovská lípa)                                                 | Úhrov 49°48′35″ s. š., 15°33′54″ v. d.                          | lípa malolistá                                                         | 390 | 101735 Q11085778 | Kategorie „Úhrovská_lípa“ na Wikimedia Commons                        | Staré torzo kmene na návsi v Úhrově; vyhlašovací dokument nedohledán. Ochrana zrušena 22.12.2023.                                                                                           |
| Javory u hájovny Kukačka                          |                                                                               | Úsobí                                                           | javor klen (7)                                                         | & Chyba ve výrazu: Neočekávaný operátor / Chyba ve výrazu: Neočekávaný operátor / Chyba ve výrazu: Neočekávaný operátor / Chyba ve výrazu: Neočekávaný operátor / Chyba ve výrazu: Neočekávaný operátor / Chyba ve výrazu: Neočekávaný operátor / Chyba ve výrazu: Neočekávaný operátor / Chyba ve výrazu: Neočekávaný operátor / Chyba ve výrazu: Neočekávaný operátor / Chyba ve výrazu: Neočekávaný operátor / Chyba ve výrazu: Neočekávaný operátor / Chyba ve výrazu: Neočekávaný operátor / Chyba ve výrazu: Neočekávaný operátor / Chyba ve výrazu: Neočekávaný operátor / Chyba ve výrazu: Neočekávaný operátor / -1.0000-0 | 101718 Q26780544 |                                                                       | V polích na kamnitém ostrůvku cca 750 m severozápadně od obce |
| Hruška v Leštině                                  |                                                                               | Věž                                                             | hrušeň obecná                                                          | 440 | 106258 Q73601831 |                                                                       | Na travnatém pozemku u vjezdu k č.p. 11 ve vesnici Leština |
| Radniční dub                                      |                                                                               | Vilémov u Golčova Jeníkova 49°48′57″ s. š., 15°32′6″ v. d.      | dub letní                                                              | 274 | 106135 Q73602153 |                                                                       | V centru obce na travnaté ploše před radnicí |
| Smetanova lípa                                    |                                                                               | Vilémov u Golčova Jeníkova 49°49′7″ s. š., 15°32′ v. d.         | lípa malolistá                                                         | 381 | 106136 Q73602156 |                                                                       | V blízkosti centra obce na oploceném travnatém pozemku před hlavním vchodem do evangelického kostela                                                                                        |
| Duby u Pavlíkovy hájovny                          | Panuškův dub                                                                  | Vilémovice u Ledče nad Sázavou 49°40′39″ s. š., 15°19′49″ v. d. | dub letní (4)                                                          | & Chyba ve výrazu: Neočekávaný operátor / Chyba ve výrazu: Neočekávaný operátor / Chyba ve výrazu: Neočekávaný operátor / Chyba ve výrazu: Neočekávaný operátor / Chyba ve výrazu: Neočekávaný operátor / Chyba ve výrazu: Neočekávaný operátor / Chyba ve výrazu: Neočekávaný operátor / Chyba ve výrazu: Neočekávaný operátor / Chyba ve výrazu: Neočekávaný operátor / Chyba ve výrazu: Neočekávaný operátor / Chyba ve výrazu: Neočekávaný operátor / Chyba ve výrazu: Neočekávaný operátor / Chyba ve výrazu: Neočekávaný operátor / Chyba ve výrazu: Neočekávaný operátor / Chyba ve výrazu: Neočekávaný operátor / -1.0000-0 | 101730 Q26783024 |                                                                       | U silnice Havlíčkův Brod-Ledeč nad Sázavou, u Pavlíkovy hájovny |
| Vilémovický tis                                   | Vilémovický tis                                                               | Vilémovice u Ledče nad Sázavou 49°41′18″ s. š., 15°19′20″ v. d. | tis červený                                                            | 335 | 101738 Q11900756 | Kategorie „Vilémovický tis“ na Wikimedia Commons                      | V zámeckém parku |
| Lípa ve Vrbici                                    | Lípa malolistá: Vrbice (Leština u Světlé)                                     | Vrbice u Leštiny 49°49′49″ s. š., 15°23′14″ v. d.               | lípa malolistá                                                         | 420 | 104747 Q26789374 | Kategorie „Lípa ve Vrbici“ na Wikimedia Commons                       | U autobusové zastávky v obci Vrbice |